# Ehm-Welk-Literaturpreis
Der Ehm Welk-Literaturpreis wurde 1992 vom Landrat des Landkreises Uckermark gestiftet und wird seitdem alle zwei Jahre vergeben. Mit einem Preisgeld von 2.000 € ist er einer der am höchsten dotierten Literaturpreise im Land Brandenburg.
Der Preis dient der Förderung der Literatur im Landkreis Uckermark. Seit 2018 können deutschlandweit Autoren Lyrik und Prosa einreichen, sofern das Werk den Heimatbegriff im Sinne des Schriftstellers Ehm Welk widerspiegelt. Bekannt wurde Ehm Welk, der seine Kindheit im uckermärkischen Biesenbrow verbrachte, durch die „Kummerow“-Romane, in denen er sein humanistisches Weltbild zum Ausdruck brachte.
Die fünfköpfige Jury wird traditionell im Auftrag des Landrates von der Uckermärkischen Literaturgesellschaft e.V. gestellt, die ihren Sitz im Heimatmuseum Angermünde hat.

## Preisträger
- 1992: Ingrid Protze (Ferch), Gedichte und Walter Flegel (Potsdam), Das Schafmädchen
- 1994: Matthias Körner (Auras), Landleben
- 1996: Henry-Martin Klemt (Frankfurt/Oder), Brille ab zum Gebet
- 1998: Maria Seidemann (Potsdam), Hütte und Stern
- 2000: Hans Joachim Nauschütz (Frankfurt/Oder), Fortgehen, zusätzlich ging ein Sonderpreis für eine niederdeutsche Arbeit an Dr. Horst Pohl, Kinnerfest
- 2002: Jenny Reinhardt (Erkner), Krokodilmann
- 2004: Horst Wolf (Angermünde), Die Okarina
- 2006: Rene Schmidt (Brodowin/Barnim) für den Gedichtzyklus Ahornsommer und Stefan Eikermann (Grimme/Uckermark) für die Erzählung märkischer Sand
- 2008: Marion Boginski für einen Manuskriptauszug aus dem Roman Krieger zu Fuß
- 2010: Rochus Stordeur für die Erzählung Verlassenes Haus
- 2012: Ralf-Günther Schein für die Gedichtsammlung Jahresringe und mit Yvonne Zitzmann für die Erzählung Endmoränen
- 2016: Roland Schulz für die Erzählung Der gebrochene Deich
- 2018: Kena Hüsers (lebt seit 2016 in Angermünde) für die Erzählung Die Christanje
- 2020: Munir Alubaidi (für eine satirische Geschichte) und Sandra Gugić
- 2022: Maike Suter für ihre Erzählung Jakob und sein Heimatplanet